# Thailand i olympiska spelen
Thailand har deltagit i de olympiska spelen sedan olympiska sommarspelen 1952 i Helsingfors. De har sedan dess deltagit i alla olympiska sommarspel utom 1980 då de deltog i den av USA ledda bojkotten mot spelen i Moskva. Thailand debuterade i de olympiska vinterspelen 2002 i Salt Lake City och de har sedan dess även deltagit i de olympiska vinterspelen 2006 i Turin, men de missade de spelen i Vancouver 2010.
Thailand har tagit totalt 21 medaljer (alla på sommarspelen).

## Medaljer
| Guld | Silver | Brons | Totalt antal medaljer |
| ---- | ------ | ----- | --------------------- |
| 7    | 4      | 10    | 21                    |

### Medaljer efter sommarspel
| Spel                                    | Guld        | Silver      | Brons       | Totalt      |
| Helsingfors 1952                        | 0           | 0           | 0           | 0           |
| Melbourne 1956 (ryttarspel i Stockholm) | 0           | 0           | 0           | 0           |
| Rom 1960                                | 0           | 0           | 0           | 0           |
| Tokyo 1964                              | 0           | 0           | 0           | 0           |
| Mexico City 1968                        | 0           | 0           | 0           | 0           |
| München 1972                            | 0           | 0           | 0           | 0           |
| Montréal 1976                           | 0           | 0           | 1           | 1           |
| Moskva 1980                             | Deltog inte | Deltog inte | Deltog inte | Deltog inte |
| Los Angeles 1984                        | 0           | 1           | 0           | 1           |
| Seoul 1988                              | 0           | 0           | 1           | 1           |
| Barcelona 1992                          | 0           | 0           | 1           | 1           |
| Atlanta 1996                            | 1           | 0           | 1           | 2           |
| Sydney 2000                             | 1           | 0           | 2           | 3           |
| Aten 2004                               | 3           | 1           | 4           | 8           |
| Peking 2008                             | 2           | 2           | 0           | 4           |
| Totalt                                  | 7           | 4           | 10          | 21          |

### Medaljer efter vinterspel
| Spel                | Guld        | Silver      | Brons       | Totalt      |
| Salt Lake City 2002 | 0           | 0           | 0           | 0           |
| Turin 2006          | 0           | 0           | 0           | 0           |
| Vancouver 2010      | Deltog inte | Deltog inte | Deltog inte | Deltog inte |
| Totalt              | 0           | 0           | 0           | 0           |

### Medaljer efter sommarsporter
| Sport         | Guld | Silver | Brons | Totalt |
| Boxning       | 4    | 3      | 6     | 13     |
| Tyngdlyftning | 3    | 0      | 3     | 6      |
| Taekwondo     | 1    | 1      | 1     | 3      |
| Totalt        | 8    | 4      | 10    | 22     |